# Schwebebahnstation Bruch
| Bruch                  | Bruch                  |
| ---------------------- | ---------------------- |
|                        |                        |
| Errichtung:            | 1898–1903              |
| Eröffnung:             | 24. Mai 1901           |
| Zerstörung:            | Juni 1943              |
| Demontage:             | 1954                   |
| Eröffnung des Neubaus: | 4. September 1982      |
| Renovierung:           | 2003                   |
| Stadtteil:             | Vohwinkel              |
| Lage:                  | Landstrecke            |
| Anschrift:             | Kaiserstraße 55a       |
| Stationsnummer:        | 2                      |
| Streckenkilometer:     | 0,8                    |
| Stützen:               | 29–30 237–238 bis 1943 |
| Ehemaliger Name:       | Untervohwinkel         |

Die Schwebebahnstation Bruch (vormals Untervohwinkel) ist eine Station der Wuppertaler Schwebebahn im Stadtteil Vohwinkel der Stadt Wuppertal. Sie liegt auf der Landstrecke zwischen den Schwebebahnstationen Vohwinkel (Richtung Vohwinkel) und Hammerstein (Richtung Oberbarmen).
Die Station wurde im Zuge der Schwebebahnmodernisierung 2003 komplett erneuert.

## Lage

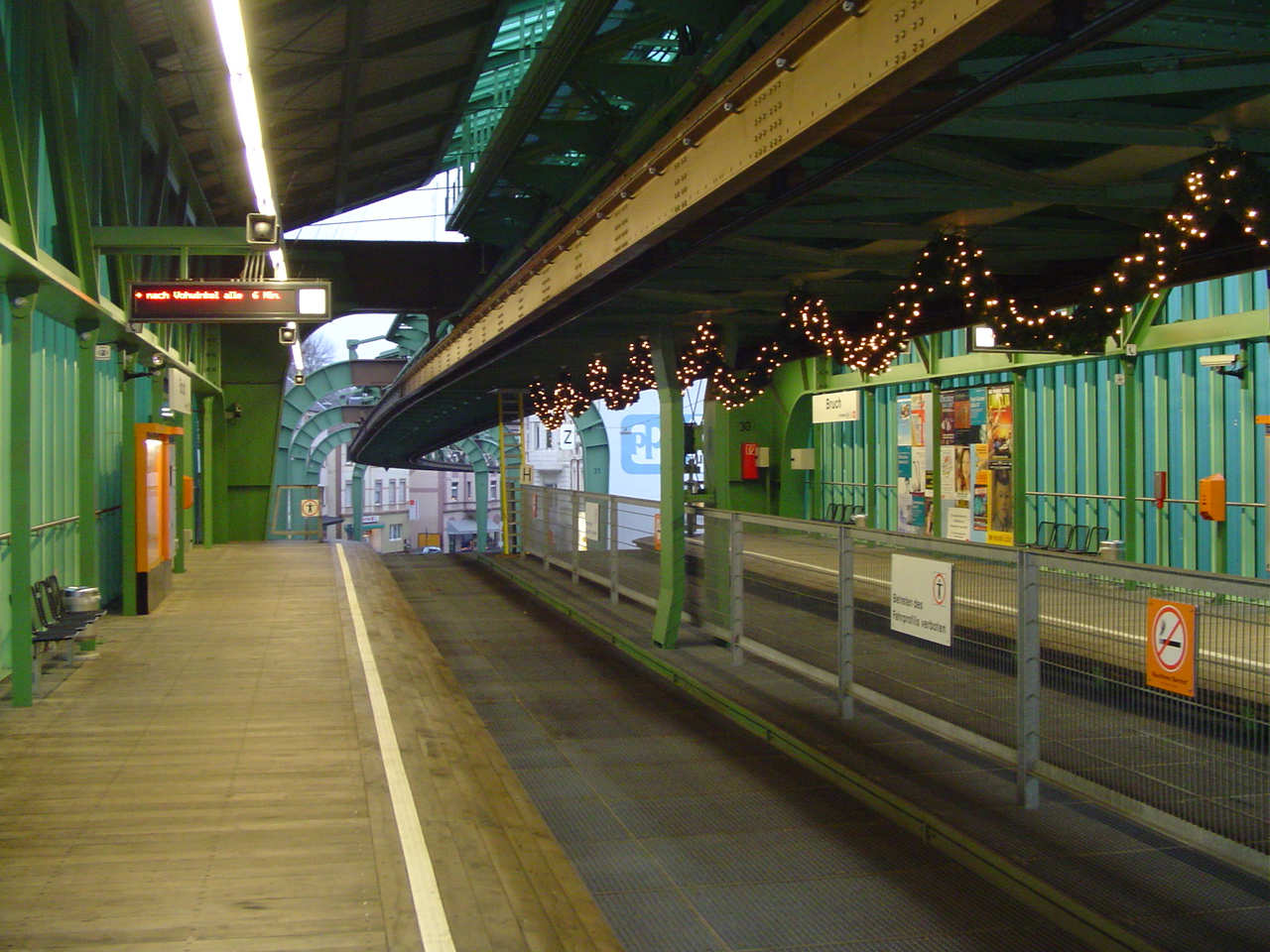
Bahnsteige mit Weihnachtsbeleuchtung (2006).

Bruch ist die erste bzw. die letzte Haltestelle der Schwebebahn nach / vor der Endstation Vohwinkel. Sie liegt auf der sogenannten Landstrecke über der Kaiserstraße (B 228).
Der Bahnhof Wuppertal-Vohwinkel ist von hier in gut 5 min fußläufig zu erreichen, wodurch ein guter Anschluss an die Regionalzuglinien in Richtung Düsseldorf, Köln und Dortmund sowie an die S-Bahnlinien in Richtung Essen, Düsseldorf und Hagen gewährleistet ist.

## Geschichte und Architektur
Die Haltestelle wurde im Rahmen der Schwebebahnmodernisierung 2003 komplett erneuert. Sie bildet mit den Stationen Hammerstein und Sonnborn eine Gruppe. Sie wurden ebenso wie ihre Vorgängerbauten nach einem einheitlichen Konstruktionsprinzip geplant. Die Haltestellen sind über der Straße zwischen den Häuserzeilen auf den Fundamenten der alten Stationen errichtet worden. Die Funktion bestimmt die Form und das Material der Haltestelle: Stahl für die Tragkonstruktion, Glas für die Außenhaut und Holz für den Bahnsteigbelag. Die neuen Treppenhäuser, ebenfalls an alter Stelle errichtet, wurden so weit wie möglich verbreitert und erhielten Aufzüge. Bedingt durch die schwierigen und sehr unterschiedlichen Grundstückssituationen, musste jedes Treppenhaus individuell den örtlichen Gegebenheiten angepasst werden. Verantwortliche Architekten waren hierbei ebenfalls Bernward von Chamier und Francisco Molina.

## Schwebebahn
| Linie | Verlauf | Takt    |
| ----- | --- | ------- |
| 60    | Vohwinkel Schwebebahn – Bruch – Hammerstein – Sonnborner Straße – Zoo/Stadion – Varresbecker Straße – Westende – Pestalozzistraße – Robert-Daum-Platz – Ohligsmühle/Stadthalle – Hauptbahnhof – Kluse – Landgericht – Völklinger Straße – Loher Brücke – Adlerbrücke – Alter Markt – Werther Brücke – Wupperfeld – Oberbarmen Bf | 3–5 min |

## Umsteigemöglichkeit
| Linie | Verlauf | Takt                                                                |
| ----- | --- | ------------------------------------------------------------------- |
| 600   | W-Vohwinkel Schwebebahn – W-Vohwinkel, Bruch – W-Elberfeld, Hauptbahnhof | 30 min (nur in den späten Abendstunden und eine Fahrt früh morgens) |
| 631   | W-Vohwinkel, Dasnöckel Mitte – W-Vohwinkel, Bruch – W-Vohwinkel Schwebebahn – W-Vohwinkel Bahnhof – W-Vohwinkel, Vohwinkeler Feld                                                                 | 15 min (in HVZ) 30 min                                              |
| NE1   | W-Elberfeld, Hauptbahnhof – W-Nützenberg, Kyhfhäuser Straße – W-Vohwinkel, Bruch – W-Vohwinkel Bahnhof – W-Vohwinkel, Obere Engelshöhe – W-Vohwinkel, Dasnöckel Mitte – W-Elberfeld, Hauptbahnhof | 60 min (nur Sa–So Nacht)                                            |